# Angofora
Angofora (lat. Angophora), biljni rod od 14 vrsta i dvije notovrste grmova i drveća iz porodice mirtovki, smješten u tribus Eucalypteae, dio potporodice Myrtoideae.
Sve vrste roda australski su endemi. Rod je opisan u Icon. 4: 21. 1797.

## Vrste
1. Angophora bakeri E. C. Hall
2. Angophora costata (Gaertn.) Britton
3. Angophora crassifolia (G. J. Leach) L. A. S. Johnson & K. D. Hill
4. Angophora euryphylla (L. A. S. Johnson ex G. J. Leach) L. A. S. Johnson & K. D. Hill
5. Angophora exul K. D. Hill
6. Angophora floribunda (Sm.) Sweet
7. Angophora hispida (Sm.) Blaxell
8. Angophora inopina K. D. Hill
9. Angophora leiocarpa (L. A. S. Johnson ex G. J. Leach) K. R. Thiele & Ladiges
10. Angophora melanoxylon F. Muell. ex R. T. Baker
11. Angophora paludosa (G. J. Leach) K. R. Thiele & Ladiges
12. Angophora robur L. A. S. Johnson & K. D. Hill
13. Angophora subvelutina F. Muell.
14. Angophora woodsiana F. M. Bailey
15. Angophora × clelandii Maiden
16. Angophora × dichromophloia Blakely

## Sinonimi
- Eucalyptus subg. Angophora (Cav.) Brooker